# Liste von Persönlichkeiten der Stadt Dresden
Die folgende Übersicht enthält bekannte Persönlichkeiten, die mit der sächsischen Landeshauptstadt Dresden in Verbindung stehen.

## Weitere Persönlichkeiten, die mit der Stadt in Verbindung stehen
Die folgenden Personen sind nicht in Dresden geboren, leben aber in der Stadt oder haben hier gewirkt (alphabetisch):
- William Abendroth, * 10. Juli 1838 in Pirna; † 2. März 1908 in Dresden, Mathematiker, Physiker und Konrektor der Kreuzschule in Dresden
- Siegfried Adam, * 24. April 1943 in Dohna; † 19. Februar 2012 in Dresden, Maler und Grafiker
- Maria Adler-Krafft, * 5. Dezember 1924 in Brașov; † 6. März 2019, Malerin und Grafikerin
- Ernst Ahnert, * 21. Juni 1859 in Neumark/Sa.; † 29. Dezember 1944 in Dresden, Stenograf, Professor am Stenographischen Institut Dresden, Mitschöpfer der Deutschen Einheitskurzschrift
- Hermann Amos, * 21. Juni 1880 in Kulmbach; † 6. September 1950 in Dresden, Ingenieur und Baubeamter
- Gotthold Anders, * 13. März 1857 in Bernsdorf; † 24. Februar 1936 in Dresden, Politiker (NLP, DVP), MdL
- Friedrich Albert Apel, * 13. November 1847 in Radeberg; † 1905, Marionettenspieler
- Heinrich Gustav Apel, * 27. Januar 1895 in Luckau; † 5. August 1975 in Dresden, Marionettenspieler
- Karl Heinrich Apel, * 10. Mai 1875; † 20. September 1920 in Dresden, Marionettenspieler und Kinobesitzer
- Manfred von Ardenne, * 20. Januar 1907 in Hamburg; † 26. Mai 1997 in Dresden, Naturwissenschaftler in den Forschungsgebieten Physik und Medizin
- Max Arnhold, * 17. April 1845 in Dessau; † 1908 in Dresden, Bankier
- Christian Friedrich Arnold, * 12. Februar 1823 in Drebach, Erzgebirge; † 13. Juni 1890 in Dresden, Architekt
- Sigrid Artes, * 27. Oktober 1933 in Dresden; † 12. Januar 2016, Grafikerin, Malerin und Restauratorin
- Gerhard Augst, * 13. November 1908 in Dresden; † 1997, Maler und Grafiker
- Wilhelm Friedemann Bach, * 22. November 1710 in Weimar; † 1. Juli 1784 Berlin, Komponist, Organist an der Sophienkirche (1733 bis 1747)
- George Bähr, * 15. März 1666 in Fürstenwalde; † 16. März 1738 in Dresden, Baumeister der Frauenkirche (1726 bis 1743)
- Charlotte Basté, * 28. Dezember 1867 in Sankt Petersburg; † 19. Mai 1928 in Dresden, Schauspielerin, seit 1886 in Dresden
- Wolf Heinrich Graf von Baudissin, * 30. Januar 1789 in Kopenhagen; † 4. April 1878 in Dresden, Diplomat, Schriftsteller und Übersetzer, seit 1827 in Dresden
- Georg Wilhelm Sigismund Beigel, * 25. September 1753 in Ippesheim; † 25. Januar 1837 in Dresden, Diplomat, Bibliothekar, Naturforscher und Mathematiker
- Bernardo Bellotto, genannt Canaletto, * 30. Januar 1721 in Venedig; † 17. November 1780 in Warschau, italienischer Maler am Hofe in Dresden
- Friedrich Kurt Benndorf, * 27. Mai 1871 in Chemnitz; † 25. Februar 1945 in Dresden, Dichter und Schriftsteller
- Paul Berger-Bergner, * 10. Februar 1904 in Prag, Österreich-Ungarn; † 18. Juli 1978 in Mannheim, Maler und Grafiker
- Kurt Biehayn, * 8. November 1885 in Meißen; † 31. März 1967 in Dresden, Vermesser, der durch seine die Heimatforschung fördernden Arbeiten überregionale Bekanntheit erlangte
- Ida Bienert, * 29. November 1870 in Langenbielau; † 1965 in München, bedeutende Dresdner Mäzenatin und Sammlerin zeitgenössischer Kunst
- Günter Billig, * 1. September 1924 in Dessau; † 19. Juli 1977 in Dresden, Gebrauchsgrafiker
- Franz Blanckmeister, * 4. Februar 1858 in Plauen; † 5. Mai 1936 in Dresden, evangelischer Theologe der Trinitatiskirche und Kirchenhistoriker
- Fritz Bleyl, * 8. Oktober 1880 in Zwickau; † 19. August 1966 in Iburg, Architekt, expressionistischer Maler (Künstlergruppe Brücke)
- Adolf Bloß, * 18. Januar 1876 in Fleißen, Österreich-Ungarn; † 15. Februar 1949 in Dresden, Bauingenieur, Reichsbahnbeamter und Hochschullehrer
- Hans von Bobrowicz, * 29. Juni 1901; † 23. September 1977, Denkmalpfleger und Heimatforscher
- Dieter Bock von Lennep, * 7. Januar 1946 in Berlin; † 11. März 2020 in Dresden, Maler und Grafiker
- Otto von Böhlau, * 14. Juli 1820 in Espenhain; † 16. Juli 1893 in Dresden, Rittergutsbesitzer und Parlamentarier
- Agathe Böttcher, * 18. Juni 1929 in Bautzen, Textilgestalterin, Grafikerin und Malerin
- Walter Böttger, * 1882 in Leipzig; † 1947 in Dresden, Marionettenspieler[1][2]
- Samuel Bottschild, * 2. August 1641 in Sangerhausen; † 29. Mai 1707 in Dresden, kursächsischer Hofmaler
- Johann Carl Friedrich Bouché, * 6. Juli 1850 in Schöneberg; † 11. März 1933 in Dresden, Gartenarchitekt
- Hermann von Broizem, * 5. Oktober 1850 in Leipzig; † 11. März 1918 in Dresden, sächsischer General der Kavallerie, Stellvertretender Vorsitzender des Vereins für Erdkunde zu Dresden
- Fritz Brosin (vollständiger Name: Carl Oscar Friedrich Brosin), * 13. März 1858 in Wehdem; † 27. Mai 1900 am „Wilden Kopf“ unweit von Bad Schandau,  deutscher Frauenarzt und Geburtshelfer in Dresden von 1890 bis 1900 und dort auf dem Johannisfriedhof begraben
- Heinrich Graf von Brühl, * 13. August 1700 in Gangloffsömmern; † 28. Oktober 1763 in Dresden, kursächsischer Premierminister von 1738 bis 1763
- Wilhelm Buck, * 12. November 1869 in Bautzen; † 2. Dezember 1945 in Radebeul, Reichstagsmitglied, Kultusminister und Ministerpräsident Sachsens (1920–23)
- Richard Paul Burkhardt-Untermhaus, * 26. Dezember 1883 in Gera-Untermhaus; † 19. August 1963 in Dresden-Blasewitz, Maler und Grafiker
- Carl Gustav Carus, * 3. Januar 1789 in Leipzig; † 26. Juli 1869 in Dresden, Arzt, Maler und Naturphilosoph
- Giacomo Casanova, * 2. April 1725 in Venedig; † 4. Juni 1798 in Dux, Schriftsteller und berüchtigter Frauenheld, seine Mutter lebte viele Jahre in Dresden, die er für mehrere Wochen besuchte
- Giovanni Battista Casanova, * 2. November 1730 in Venedig; † 8. Dezember 1795 in Dresden, Maler, Schüler von Louis de Silvestre, Lehrer von Angelika Kauffmann, Bruder von Giacomo Casanova, seit 1776 Direktor der Dresdner Kunstakademie
- Pol Cassel, * 17. März 1892 in München; † 9. September 1945 in Kischinew, Maler und Mitglied Dresdner Künstlerkreise
- Artur Dänhardt, * 3. Januar 1905 in Mettmann; † nach 1978, Direktor des Grünen Gewölbes
- Wilhelm Dieckmann, * 2. Februar 1902; † 27./28. Februar 1934 in Dresden, Roter Bergsteiger
- Eugen Dieterich, * 6. Oktober 1840 in Waltershausen (Unterfranken); † 15. April 1904 in Helfenberg bei Dresden, Chemiker, Unternehmer, Pionier der pharmazeutischen Industrie in Deutschland (Chemische Fabrik Helfenberg)
- Antonia Dietrich, * 8. Januar 1900 in Wien; † 21. August 1975 in Dresden, Schauspielerin, seit 1919 in Dresden
- Rolf Dietrich, * 6. Juli 1933 in Meißen; † 14. März 2012 in Dresden, Schauspieler, seit 1969 in Dresden
- Wilhelm Dilich, * 1571; † 4. April 1650 in Dresden, Baumeister, Kupferstecher, Zeichner, Topograph und Militärschriftsteller
- Johann Melchior Dinglinger, * 26. Dezember 1664 in Biberach an der Riß; † 6. März 1731 in Dresden, Hofgoldschmied bei Kurfürst August dem Starken
- Johannes Donath, * 3. November 1906; † 19. Januar 1989, Kletterer, Bergsteiger und Sportfunktionär
- Fjodor Michailowitsch Dostojewski, * 11. November 1821 in Moskau; † 28. Januar 1881 in Sankt Petersburg, einer der bedeutendsten russischen Schriftsteller, lebte und wirkte in Dresden, 1862–1863.
- Felix Draeseke, * 7. Oktober 1835 in Coburg; † 26. Februar 1913 in Dresden, Komponist und Musikpädagoge, seit 1876 in Dresden
- Auguste Eichhorn, * 29. September 1851 in Chemnitz; † 1. Juni 1902 in Dresden, Mitbegründerin der proletarischen Frauenbewegung, 1894 maßgeblich an der Gründung des Arbeiterinnen-Bildungsvereins in Dresden beteiligt
- Eilhart Eilers, * 21. April 1910 in Leipzig; † 17. Februar 1945 bei Arnswalde, Historiker und Staatsarchivar am Hauptstaatsarchiv
- Heinrich Haubold von Einsiedel, * 14. November 1622 auf Burg Scharfenstein; † 19. Dezember 1675 in Dresden, kursächsischer Geheimer Rat, Präsident des Appellationsgerichts, Direktor der Landschaft des Fürstentums Altenburg
- Heinrich Ernemann, * 28. Mai 1850 in Gernrode (Eichsfeld); † 16. Mai 1928 in Hartha/Sachsen, Fabrikant von Kameras
- Hans Erlwein * 13. Juni 1872 in Bayrisch Gmain; † 9. Oktober 1914 bei Rethel in den Ardennen, Architekt und Dresdner Stadtbaurat
- August Franz Essenius, † 7. April 1758 in Dresden, königlich-polnischer und kurfürstlich-sächsischer Oberamtmann
- Christian Friedrich Exner, * 13. Mai 1718 in Lampertswalde; † 1. September 1798 in Dresden, Baumeister
- Peter Carl Fabergé, * 30. Mai 1846 in Sankt Petersburg; † 24. September 1920 in Lausanne, russischer Goldschmied und Hofjuwelier, verbrachte zehn Jahre seiner Kindheit (1860–1870) in Dresden.
- Bernhard Fellmann, * 23. Mai 1904 in Breslau; † 25. März 1984 in Dresden, Innenarchitekt und Maler
- Richard Fichte, * 22. Juli 1896; † 12. Januar 1982, Geschäftsmann, Schriftsteller und Essayist
- Karl Gustav Fiedler, * 26. August 1791 in Bautzen; † 21. November 1853 in Dresden, Montanwissenschaftler und Mineraloge
- Gustav Leberecht Flügel, * 18. Februar 1802 in Bautzen; † 5. Juli 1870 in Dresden, Orientalist und bedeutender Herausgeber des Koran
- Friedrich de la Motte Fouqué, * 12. Februar 1777 in Brandenburg a. d. Havel; † 23. Januar 1843 in Berlin, Dichter der Romantik
- Caspar David Friedrich, * 5. September 1774 in Greifswald; † 7. Mai 1840 in Dresden, bedeutendster Maler der deutschen Frühromantik
- Thomas von Fritsch, getauft 26. September 1700 in Leipzig; † 1. Dezember 1775 in Dresden, Staatsmann, nach 1763 führender Kopf des Sächsischen Rétablissements
- Gert Fröbe, * 25. Februar 1913 in Planitz bei Zwickau; † 5. September 1988 in München, Schauspieler, arbeitete in Dresden als Bühnenmaler
- Norbert Klaus Fuchs, * 21. Mai 1941 in Hildburghausen; Autor, Herausgeber und Verleger
- Adam Gottlieb Gebhardt, * 5. Mai 1761 in Naumburg (Saale); † 15. November 1831 in Dresden, Geheimer Kabinettsarchivar in Dresden
- Hanns Bruno Geinitz, * 16. Oktober 1814 in Altenburg; † 28. Januar 1900 in Dresden, Geologe und Mineraloge
- Friedrich Gerstäcker, * 10. Mai 1816 in Hamburg; † 31. Mai 1872 in Braunschweig, Schriftsteller
- Karl Adolph Gjellerup, * 2. Juni 1857 in Roholte (Dänemark); † 11. Oktober 1919 in Klotzsche, Nobelpreisträger für Literatur 1917
- Johann Wolfgang von Goethe, * 28. August 1749 in Frankfurt am Main; † 22. März 1832 in Weimar, mehrfach in Dresden[3]
- Anton Graff, * 18. November 1736 in Winterthur, Schweiz; † 22. Juni 1813 in Dresden, Porträtmaler und Professor an der Kunstakademie Dresden
- Wilhelm Grothaus, * 17. November 1893 in Herten; † 28. November 1965 in Recklinghausen, Arbeiterführer am 17. Juni 1953 in Dresden
- Justus Friedrich Güntz, * 21. Juli 1801 in Wurzen; † 11. Juli 1875 in Dresden, Rechtsanwalt sowie Redakteur und Besitzer des „Dresdner Anzeigers“, Gründer der Güntzstiftung
- Christian Habicht, * 24. Dezember 1952 in Bad Segeberg; † 15. Mai 2010 in Dresden, Schauspieler
- Christian Ludwig von Hagedorn, * 14. Februar 1712 in Hamburg; † 12. Januar 1780 in Dresden, Kunsttheoretiker und -sammler, Direktor der Dresdner Kunstakademie
- Wolfgang Hänsch, * 11. Januar 1929 in Königsbrück bei Dresden; † 16. September 2013 in Dresden, Architekt
- Hugo Harrwitz, * 2. Oktober 1827; † 1908, Kaufmann[4]
- Niklas Hauptmann, * 27. Juni 1996 in Köln, Fußballspieler
- Carl Heinrich von Heineken, * 24. Dezember 1707 in Lübeck; † 23. Januar 1790 in Altdöbern, Kunstschriftsteller und -sammler, langjähriger Direktor des Dresdner Kupferstichkabinetts
- Heinrich Heitsch, * 10. September 1916 in Spremberg bei Neusalza, heute Stadt Neusalza-Spremberg; † 31. März 1986 in Dresden, Kommandeur der Militärakademie Friedrich Engels (1963–1964)
- Friedrich Hellwig, * 17. April 1782 in Kunsersdorf bei Wriezen; † 9. November 1825 in Dresden, Sänger, Schauspieler und Regisseur
- Heino Hempel, * 31. Dezember 1920, Lehrer, Fachschuldirektor und Denkmalpfleger
- Lieselott Herforth, * 13. September 1916 in Altenburg; † 30. November 2010 in Dresden, Kernphysikerin, erste Rektorin (Frau als Rektor) einer deutschen Universität (1965–1968, TU Dresden)
- Theodor Julius Hertel, * 13. Januar 1807 in Nemt bei Wurzen; † 3. April 1880 in Dresden; Jurist und stellvertretender Oberbürgermeister
- Paul Christian Hilscher (* 11. März 1666 in Waldheim; † 3. August 1730 in Dresden), Pastor der Dreikönigskirche
- Paul von Hingst, * 23. Dezember 1846 in Machern; † 16. September 1919 in Dresden, königlich-sächsischer Generalleutnant und Generaladjutant des Königs Albert von Sachsen
- Alfred Hofmann-Stollberg, * 16. Oktober 1882 in Oberplanitz bei Zwickau; † 25. Februar 1962 in Dresden, Maler, Grafiker und Kunsterzieher
- Hugo Hünerfürst, * 22. Januar 1827 in Reichenbach im Vogtland; † 17. April 1867 in Dresden, Musikdirektor, Geiger, Komponist und Dirigent
- Henrik Ibsen, * 20. März 1828 in Skien (Norwegen); † 23. Mai 1906 in Oslo, Schriftsteller
- Adam Christoph Jacobi, *  7. November 1638 in Gundorf; † 14. November 1689 in Leipzig, Jurist
- Thaddäus von Jarotzky, * 27. April 1858 in Neiße; † 16. November 1938 in Dresden, preußischer Generalleutnant
- Johann Gottfried Jentzsch, * 5. Oktober 1759 in Hinterjessen bei Pirna; † 16. Februar 1826 in Dresden, Landschaftsmaler, Zeichner und Kupferstecher
- Erich Jeschke, * 7. Januar 1925 in Ostpreußen; † 6. November 1992, Bauingenieur, war maßgeblich am Wiederaufbau der Semperoper und des Residenzschlosses beteiligt
- Hans Johnen * 26. Februar 1940 in Oy-Mittelberg; † 14. März 2013 in Dresden, Mathematiker
- Genja Jonas, * 2. September 1895 in Rogasen, Provinz Posen; † 8. Mai 1938 in Dresden; Fotografin, lebte und arbeitete ab 1920 in Dresden
- Johanna Kaiser, * 15. Juni 1912 in Pulsnitz; † 9. Februar 1991 ebenda, Malerin
- Gustav Kafka, * 23. Juli 1883 in Wien; † 12. Februar 1953 in Veitshöchheim bei Würzburg; Professor für Psychologie, TH Dresden 1923–1934
- Christoph Heinrich von Kanitz, * 1664; † 29. April 1718 in Dresden, königlich-polnischer und kurfürstlich-sächsischer Generalleutnant und Rittergutsbesitzer
- Marie Karchow-Lindner, * 13. November 1842 in Berlin; † 14. November 1914 in Dresden, Schauspielerin, Journalistin und Mäzenin, wirkte hauptsächlich in Dresden
- Agnes Kayser-Langerhannß, * 24. Mai 1818 auf Schloss Heldrungen; † 21. April 1902 in Dresden, Schriftstellerin
- Gustav Adolph Kietz, * 26. März 1824 in Leipzig; † 24. Juni 1908 Dresden-Laubegast, Bildhauer, 1864 Ehrenmitglied der Dresdner Akademie
- Elisabeth Klein, * 5. Mai 1901 in München; † 30. Dezember 1983 in Stuttgart, Waldorfpädagogin und Autorin, Gründerin der Dresdner Waldorfschule
- Heinrich von Kleist, * 18. Oktober (nach Kleists eigenen Angaben 10. Oktober) 1777 in Frankfurt (Oder); † 21. November 1811 in Berlin, Dichter und Schriftsteller
- Victor Klemperer, * 9. Oktober 1881 in Landsberg an der Warthe; † 11. Februar 1960 in Dresden, Schriftsteller und Literaturwissenschaftler
- Johann Christoph Knöffel, * 1686 in Oelsa (Rabenau); † 10. März 1752 in Dresden, Architekt und Baumeister
- Agatha Kobuch, * 5. Februar 1933 in Beuthen; † 16. Januar 2018, Archivarin und Historikerin
- Manfred Kobuch, * 12. März 1935 in Leipzig; † 6. Juli 2018 in Dresden, Archivar und Historiker
- Christian Gottfried Körner, * 2. Juli 1756 in Leipzig; † 13. Mai 1831 in Berlin, u. a. Freund Friedrich Schillers
- Nikolaus Krell, * um 1550 in Leipzig; † 9. Oktober 1601 in Dresden (hingerichtet), Kanzler des Kurfürsten Christian I. von Sachsen
- Friedrich Wilhelm Kühlmorgen, * 20. Mai 1851 in Löbau; † 12. Oktober 1932 in Dresden, Jurist und konservativer Politiker, MdL (Königreich Sachsen)
- Irma Lang-Scheer * 17. Juli 1901 in Brüsau-Brünnlitz ; † 5. Februar 1986 in Dresden, akademische Malerin
- Johannes Leipoldt, * 11. Juli 1900 in Frohburg; † 5. April 1974 in Reichenbach/Vogtland, Historiker, Museologe und Flurnamenforscher
- August Leonhardi, * 1805; † 1865, Dresdner Tintenfabrikant
- Eduard Leonhardi, * 19. Januar 1828 in Freiberg; † 15. Juli 1905 in Dresden/Loschwitz, Dresdner Landschaftsmaler
- Wilhelm Friedrich August von Leyßer, * 17. Juli 1771 in Braunschweig; † 21. Dezember 1842 in Dresden, Generalleutnant und Politiker, erster Präsident der II. Kammer des Sächsischen Landtags
- Karl August Lingner, 21. Dezember 1861 in Magdeburg; † 5. Juni 1916 in Berlin, Gründer der Lingnerwerke (Odol)
- Emil Lohse, * 9. Juli 1885 in Schmiedeberg; † 14. Februar 1949 in Dresden, Pädagoge, Kunsthistoriker, Volkskundler, Museumsleiter, Zeichner, Maler und Scherenschnittkünstler
- Sebastian Lohse, * 24. März 1978 in Wolgast, Musiker, Sänger und Komponist, arbeitet in Dresden
- Zacharias Longuelune, * 1669; † 30. November 1748 in Dresden, Architekt und Baumeister
- Franz Lorgie, * 1765; † 1853 in Dresden, Marionettenspieler[5]
- Valentin Ernst Löscher, * 29. Dezember 1673 in Sondershausen; † 12. Februar 1749 in Dresden, lutherischer Theologe und Kirchenlieddichter, Superintendent in Dresden
- Ida von Lüttichau, * 30. Mai 1798 in Sellin/Neumark; † 1. Februar 1856 in Dresden, Mäzenin und Künstlerin
- Rudolph August von Lüttichau, * 1678 in Potschappel; † 27. Januar 1746 in Dresden, königlich-polnischer und kurfürstlich-sächsischer Kammer- und Bergrat sowie Amtmann von Großenhain
- Wolf Adolf August von Lüttichau, 15. Juni 1786 in Ulbersdorf; † 26. Februar 1863 in Dresden, Generalintendant des Sächsischen Hoftheaters Dresden
- Paul Luther, * 28. Januar 1533 in Wittenberg; † 8. März 1593 in Leipzig, Sohn Martin Luthers, Leibarzt des Kurfürsten August von Sachsen und dessen Nachfolgers Christian I.
- Thomas de Maizière, * 21. Januar 1954 in Bonn, Politiker (CDU) und Bundesminister der Verteidigung
- Gotthilf August von Maltitz, * 9. Juli 1794 in Raudischken, † 7. Juni 1837 in Dresden, Schriftsteller
- Heinrich Ferdinand Mannstein, * 16. September 1806 zu Berggießhübel; † 3. August 1872 in Dresden, Gesangslehrer und Schriftsteller.
- Camillo Graf Marcolini, * 2. April 1739 in Fano (Marken); † 10. Juli 1814 in Prag, Minister und Generaldirektor der Künste (Meißener Porzellan)
- Rudolf Mauersberger, * 29. Januar 1889 in Mauersberg bei Marienberg (Sachsen); † 22. Februar 1971 in Dresden, Leiter des Kreuzchores
- Friedrich Wilhelm May * 1820 in Polenz; † 1905 in Dresden, Landwirt und liberaler Politiker (Deutsche Fortschrittspartei)
- Karl May, * 25. Februar 1842 in Hohenstein-Ernstthal; † 25. März 1912 in Radebeul, Dichter und Schriftsteller
- Günther Meinert, * 19. Juli 1912 in Breslau; † 14. August 1988, Archivar und Historiker
- Alexander Ferdinand von Mellentin * 16. September 1759 in Zwickau; † 16. Februar 1823 in Dresden, königlich-sächsischer Generalmajor und Kommandant von Dresden
- Joachim Menzhausen, * 14. Juni 1930 in Leipzig; † 18. Januar 2019 in Dresden, Kunsthistoriker; von 1961 bis 1992 Direktor des Grünen Gewölbes in Dresden
- Pierre I Mercier, * um 1650 in Aubusson (Creuse); † 1729 in Dresden, hugenottischer Tapissier-Künstler
- Klemens Wenzel Lothar von Metternich (Fürst bzw. bis 1813 Graf von Metternich-Winneburg zu Beilstein; * 15. Mai 1773 in Koblenz; † 11. Juni 1859 in Wien) war ein österreichischer Diplomat, Politiker und Staatsmann. Zu Beginn seiner Karriere am österreichischen Hof als kaiserlicher bzw. österreichischer Botschafter in Dresden tätig.
- Lotte Meyer, * 22. Februar 1909 in Bremen; † 7. Juni 1991 in Dresden, Schauspielerin
- Haubold von Miltitz, * 30. Juli 1613 in Schenkenberg; † 21. März 1690 in Dresden, kursächsischer Kanzler, Wirklicher Geheimer Rat, Hofmarschall, Kammerrat und Steuerdirektor
- Johannes von Minckwitz, * 1. Februar 1787 in Altenburg; † 18. März 1857 in Dresden, königlich-sächsischer Geheimer Rat, Staatsminister, außerordentlicher Gesandter, Generaladjutant des Königs und Generalleutnant
- Christian Otto Mohr, * 8. Oktober 1835 in Wesselburen; † 2. Oktober 1918 in Dresden, Statiker, Prof. am Polytechnikum Dresden
- Horst Naumann, * 12. Oktober 1908 in Riesa; † 20. Februar 1990 in Dresden, Maler und Grafiker
- Nelly, * 23. November 1899 in Aydın, Osmanisches Reich; † 8. August 1998 in Athen, Fotografin der Avantgarde
- Hildegard Neumann, * 11. Mai 1933 in Neugersdorf; † 22. Juni 2009 in Dresden, Historikerin und Funktionärin der Sozialistischen Einheitspartei Deutschlands
- Giovanni Maria Nosseni, * 1. Mai 1544 in Lugano; † 20. September 1620 in Dresden, Bildhauer
- Carl Gustav Odermann, * 6. Mai 1815 in Leipzig; † 12. Februar 1904 in Dresden, deutscher Pädagoge, Handelsschuldirektor.
- Adam Friedrich Oeser * 17. Februar 1717 in Pressburg; † 18. März 1799 in Leipzig, Maler, Bildhauer und Buchillustrator
- Julius Pabst * 18. November 1817 in Wilhelmsruh; † 22. Oktober 1881 in Dresden, Dramaturg, Bühnenschriftsteller und -regisseur am Hoftheater in Dresden.
- Gret Palucca, * 8. Januar 1902 in München; † 22. März 1993 in Dresden, Tänzerin und Tanzpädagogin sowie Gründerin der Palucca-Schule Dresden
- Friedrich Paulus, * 23. September 1890 in Breitenau (Guxhagen); † 1. Februar 1957 in Dresden, Generalfeldmarschall und Armeeoberbefehlshaber im Zweiten Weltkrieg
- Ernst August Pech, 18. August 1788 in Hochkirch/Oberlausitz; † 1. Januar 1863 in Dresden, Mediziner und Hochschullehrer
- Max Pechstein, * 31. Dezember 1881 in Zwickau; † 29. Juni 1955 in Berlin, Grafiker, Bildhauer und expressionistischer Maler (Künstlergruppe Die Brücke)
- Fritz Pfleumer, * 20. März 1881 in Salzburg; † 29. August 1945 in Radebeul, Erfinder des Magnetbandes
- Daniel Pöppelmann, * Mai 1662 in Herford; † 17. Januar 1736 in Dresden, Baumeister des Barock
- Erich Ponto, * 14. Dezember 1884 in Lübeck; † 4. Februar 1957 in Stuttgart, Schauspieler
- Friedrich Press, * 7. September 1904 in Ascheberg/Westfalen; † 5. Februar 1990 in Dresden, Bildhauer und Kirchenraumgestalter, u. a. Pietà in der Dresdner Kathedrale
- Moritz Erdmann Puffholdt, 3. November 1827 in Lausick; † 20. Januar 1890 in Dresden, Stadtmusikdirektor
- Egon Pukall, * 10. März 1934 in Rosenberg (Ostpreussen); † 23. September 1989 in Dresden, Maler und Grafiker
- Wladimir Wladimirowitsch Putin, * 7. Oktober 1952 in Leningrad, russischer Politiker und Präsident, arbeitete 1985–1990 als KGB-Resident in Dresden
- Nikolai Abramowitsch Putjatin, * 16. Mai 1749 in Kiew; † 13. Januar 1830 in Dresden, Menschenfreund, Philosoph, Stifter und Sonderling in Kleinzschachwitz, Erbauer des Putjatinhauses
- Hans von Querfurth, * 11. September 1849 in Wildenthal (Eibenstock); † 28. September 1931 in Dresden, Besitzer des Eisenhüttenwerks Schönheiderhammer und konservativer Politiker, MdL (Königreich Sachsen)
- Sergei Wassiljewitsch Rachmaninow, * 1. April 1873 auf Landgut Semjonowo bei Stara Russa; † 28. März 1943 in Beverly Hills, russischer Pianist, Komponist und Dirigent
- Ewald Redam, * 29. April 1884 in Beiersdorf; † 9. Dezember 1947 in Meißen, Schwerathlet und Varietist, stand Modell für einige Dresdner Skulpturen
- Carl Friedrich Reiche-Eisenstuck, * 18. Februar 1792 in Annaberg; † 2. Februar 1864 in Dresden, Politiker und Präsident der II. Kammer des sächsischen Landtags
- Adelheid Reinbold, * 15. Januar 1800 in Hannover; † 14. Februar 1839 in Dresden, Schriftstellerin
- Günter Reitz, * 24. April 1911; † 19. Januar 1994, Volkskundler und Museumspädagoge
- Rudolf Renner, * 27. März 1894 in Beule (Westf.); † 30. Juli 1944 im KZ Buchenwald, deutscher Politiker (KPD), Redakteur, Abgeordneter und Fraktionsvorsitzender der KPD im Sächsischen Landtag, Opfer der NS-Justiz
- Friedrich Wilhelm von Rex, * um 1710; † 14. April 1763 in Dresden, königlich-polnischer und kurfürstlich-sächsischer Generalleutnant und Chef der Karabiniergarde
- Rochus III. von Rochow-Plessow * 2. Oktober 1828 in Plessow bei Werder (Havel); † 8. Juni 1896 in Dresden, Ehrenkämmerer d. Papstes, Ehrenritter d. Malteserordens u. kgl. preuß Major, Publizist
- Klaus Sammer, * 5. Dezember 1942 in Gröditz, ehemaliger Fußballspieler und -trainer
- Elfriede Schade, * 17. August 1930 in Perosa Argentina; † 2015 in Dresden, Malerin und Grafikerin
- Siegfried Schade, * 25. Dezember 1930 in Mühlhausen/Thüringen; † 8. August 2015, Maler, Grafiker und Keramiker
- Gustav „Gummi“ Schäfer, * 22. September 1906 in Johanngeorgenstadt; † 10. Dezember 1991 in München, Dresdner Ruderlegende und Olympiasieger von 1936
- Joachim Schardin, * 1934 in Groß Jestin; † 15. September 1996 in Dresden, Uhrmacher und Kunsthistoriker
- Friedrich Schiller, * 10. November 1759 in Marbach am Neckar; † 9. Mai 1805 in Weimar, An die Freude für C. G. Körner in Dresden
- Friedrich Schlegel, * 10. März 1772 in Hannover; † 12. Januar 1829 in Dresden
- Martin Schlegel, * 1581 in Dippoldiswalde; † 4. August 1640 in Weißensee, dritter Hofprediger
- Albrecht von Schleswig-Holstein-Sonderburg, * 16. April 1585 in Sonderburg; † 20. April 1613 in Dresden; ab 1604 Gesellschafter des sächsischen Kurfürsten Christian II. und dessen Brüdern
- Erich Schmidt, * 6. August 1910 in Metz; † 8. Juni 2005 in Radebeul, 1952–1986 Dozent für Chorleitung und stellvertretender Direktor an der Kirchenmusikschule, dirigierte als Leiter der Meißner Kantorei 1961 Konzerte in Dresden
- Gerhard Schmidt, * 16. Mai 1920 in Darmstadt, Historiker und Archivar
- Johann George Schmidt, * 1707 in Fürstenwalde, † 24. Juli 1774 in Dresden, Baumeister und Ratszimmermeister
- Rudolf Scholz, * 29. Januar 1939 in Plagwitz, Landkreis Löwenberg i. Schlesien; † 10. August 2019 in Dresden, Musiker, Journalist, Schriftsteller
- Andreas von Schönberg, * 22. Februar 1600 in Wolkenstein; † 3. August 1688 in Dresden, Geheimer und Kriegsrat, Generalwachtmeister und Oberkommandant der Dresdner Befestigungsanlagen
- Bernd Schöne, * 14. August 1940 in Golleow, Niederschlesien; † 3. Mai 2009 in Dresden, Ethnologe
- Friedrich Ernst von Schönfels, * 25. November 1796 in Tobertitz; † 1. Mai 1878 in Dresden, Offizier, Rittergutsbesitzer und liberaler Politiker
- Arthur Schopenhauer, * 22. Februar 1788 in Danzig; † 21. September 1860 in Frankfurt am Main, vollendet Hauptwerk 1814–1818 in Dresden
- Peter Schreier, * 29. Juli 1935 in Meißen, † 25. Dezember 2019 in Dresden, Tenor und Dirigent
- Olaf Schubert, * 7. November 1967 in Plauen, Kabarettist und Musiker
- Clemens Schumann, * 9. März 1876 in Königstein; † 3. Mai 1938 in Dresden, Musiker, von 1900 bis 1936 Geiger in der Dresdner Staatskapelle
- Robert Schumann, * 8. Juni 1810 in Zwickau; † 29. Juli 1856 in Endenich bei Bonn, Komponist der Romantik
- Heinrich Schütz, * 18. Oktober 1585 in Köstritz; † 6. November 1672 in Dresden, Komponist des Frühbarock
- Gottfried Semper, * 29. November 1803 in Altona; † 15. Mai 1879 in Rom, Architekt, Erbauer der Oper
- Friedrich Sieber * 13. August 1893 in Friedersdorf (Spree); † 21. März 1973 in Eberswalde, Pädagoge, Studienrat, Volkskundler, Leiter des Instituts für Sächsische Geschichte und Volkskunde Dresden nach dem Zweiten Weltkrieg
- Volker Sielaff, * 11. Mai 1966 in Großröhrsdorf, Schriftsteller und Kritiker, lebt in Dresden
- Gottfried Silbermann, * 14. Januar 1683 in Kleinbobritzsch; † 4. August 1753 in Dresden, Instrumentmacher, Erbauer der Orgel in der Hofkirche (erhalten) sowie in der Sophienkirche (1720), in der kath. Kapelle am Taschenberg (1720) und in der Frauenkirche (1735) (alle nicht erhalten)
- Louis de Silvestre, * 26. Juni 1675 in Sceaux; † 11. April 1760 in Paris, Maler und Porträtist, ab 1716 über 30 Jahre Hofmaler der Kurfürsten von Sachsen
- Artur Speck, * 19. Juni 1877 in Pirna; † 25. Januar 1960 in Dresden, Straßenbauingenieur und Ministerialrat, Vorstand der sächsischen Straßenbaudirektion
- Hugo Spieler, * 28. Februar 1854 in Wilsnack; † 18. Februar 1922 in Dresden, Bildhauer, Professor an der Königlich Sächsischen Kunstgewerbeschule
- Gustav Spitzner, * 17. Oktober 1803 in Stolpen; † 15. Oktober 1870 in Dresden, königlich-sächsischer Beamter in der Generalkommission für Ablösungen und Gemeinheitsteilungen
- Ernst Stahl, * 1. Januar 1846 in Schmiedeberg; † 29. Oktober 1924 in Landshut, war langjähriger Kantor und Stadtmusikdirektor in Meißen, Stadtmusikdirektor in Annaberg-Buchholz und Chefdirigent der Gewerbehaus-Kapelle (heutige Dresdner Philharmonie).
- Johann Georg Starcke, * 1630 in Magdeburg oder Pirna; † 5. Dezember 1695 in Dresden, Baumeister
- Adolf Stern, * 14. Juni 1835 in Leipzig; † 15. April 1907 in Dresden, Schriftsteller, Professor für Literatur am Polytechnikum Dresden
- Manfred Streubel, * 5. November 1932 in Leipzig; † 10. Juli 1992 in Dresden, Lyriker und Kinderbuchautor
- Carl Adolph Terscheck, * 2. April 1782 in Elsterwerda; † 22. Juni 1869 in Dresden, Botaniker und Mitbegründer des Botanischen Gartens in Dresden, Hofgärtner am Palaisgarten
- Johann Gottfried Terscheck, * 1784 in Elsterwerda; † 1870 in Dresden, Botaniker und Mitbegründer des Botanischen Gartens in Dresden, Hofgärtner am Brühlschen Wallgarten und am Schlossgarten Pillnitz
- Aini Teufel, * 11. Juni 1933 in Berlin; † 13. Juli 2025 in Dresden, Malerin, Grafikerin, Restauratorin und Schriftstellerin
- Gerhard Thümmler, * 6. Juli 1920; † 13. Juli 2007, Redakteur und Historiker
- Friedrich Wilhelm Tittmann, * 29. April 1784 in Wittenberg; † 20. Mai 1864, Archivar und Historiker, Namensgeber der Tittmannstraße in Striesen
- Hans von Trebra-Lindenau, * 15. November 1842 in Schneeberg (Erzgebirge); † 29. Oktober 1914 in Blasewitz, Jurist und Politiker, MdL
- Heinrich Tscharmann, * 28. Dezember 1859 in Leipzig; † 22. Mai 1932 in Dresden, Architekt
- Mathias Ullmann, * 1960 in Halle/Saale, Historiker, Autor und Musiker
- Carl Ulrici, * 25. Juli 1839 in Berlin; † 13. Januar 1896 in Dresden, Schriftsteller
- Hermann Viehweger, * 14. August 1846 in Grünhain, Erzgebirge; † 4. Dezember 1922 in Dresden, Architekt
- Sandro Viroli, * 13. November 1957 in Cesena, Italien; Journalist und Medienmanager, seit 2011 MDR-Landesfunkhausdirektor in Dresden
- Carl Christian Vogel von Vogelstein, * 26. Juni 1788 in Wildenfels (Kursachsen); † 4. März 1868 in München, Professor an der Kunstakademie und Hofmaler
- Karl Adolf von Wachsmann (* 27. September 1787 in Grünberg in Schlesien; † 28. August 1862 in Dresden), Schriftsteller
- Anne Wächter, * 27. Juli 1931 in Bothenheilingen; † 26. Januar 2025, Natur- und Umweltschützerin
- Christfried Wächtler * 18. November 1652 in Grimma; † 5. September 1732 in Dresden, Jurist und Polyhistor
- Otto Wagner, * 29. Dezember 1803 in Torgau; † 1. Dezember 1861 in Niederlößnitz, Landschafts- und Architekturmaler
- Paul Adolf Wagner, * 4. April 1868 in Döbeln; † 14. April 1951 in Königstein, Konrektor in Dresden-Johannstadt, Geologe und Geografiedidaktiker
- Richard Wagner, * 22. Mai 1813 in Leipzig; † 13. Februar 1883 in Venedig, Komponist
- Angelo Walther, * 6. November 1928 in Burkhardtsdorf, Kunsthistoriker und Kustos der Gemäldegalerie Alte Meister
- Georg Conrad Walther, * 3. August 1710 in Nürnberg; † 29. Januar 1778 in Dresden, Verleger und Inhaber der Waltherschen Hofbuchhandlung in Dresden
- Karl Wanderer, * 15. September 1876 in Kitzingen; † 19. November 1945 in Bad Schliersee, Geologe und Paläontologe am Staatlichen Mineralogisch-Geologischen Museum
- Kurt Warnekros, * 15. November 1882 in Neustrelitz; † 30. September 1949 in Paris, Gynäkologe, Leiter der Dresdner Frauenklinik von 1925 bis 1948
- Carl Maria von Weber, * 18. November 1786 in Eutin; † 5. Juni 1826 in London, Komponist
- Anton Weck, * 10. Januar 1623 zu Annaberg; † 21. September 1680 in Bautzen, kurfürstlich sächsischer Rat und Geheimer Sekretär, Verfasser einer Dresdner Chronik
- Heinz Wehner, * 22. Mai 1934, Wirtschaftshistoriker und Hochschullehrer an der Hochschule für Verkehrswesen
- Grethe Weiser, * 27. Februar 1903 in Hannover; † 2. Oktober 1970 in Bad Tölz, Bühnen- und Filmschauspielerin
- Centurio Wiebel, * 23. Januar 1616 in St. Joachimsthal; † 9. August 1684 in Dresden, kursächsischer Hofmaler
- Friedrich Wieck, * 18. August 1785 in Pretzsch bei Wittenberg; † 6. Oktober 1873 in Loschwitz bei Dresden, Musiker und Musikpädagoge, Schwiegervater von Robert Schumann
- Mary Wigman, * 13. November 1886 in Hannover; † 19. September 1973 in Berlin; Tänzerin, Choreografin und Tanzpädagogin
- Johann Joachim Winckelmann * 9. Dezember 1717 in Stendal; † 8. Juni 1768 in Triest, Altertumswissenschaftler und Wegbereiter der Weimarer Klassik
- Klaus-Dieter Wintermann, * 23. Mai 1953 in Rohrborn; † 3. Januar 2001, Kunsthistoriker und Museumsleiter
- Hermann Wolf, * 13. Mai 1861 in Großwaltersdorf; † 29. Januar 1939 in Freital, Lehrer und Pionier der proletarischen Naturheilbewegung
- Julius Ferdinand Wollf, * 22. Mai 1871 in Koblenz; † 27. Februar 1942 in Dresden, Journalist und Zeitungsverleger, DNN-Chefredakteur
- Balthasar Wurmb, * 1532; † 13. November 1598 in Dresden, kursächsischer Geheimer Rat und Amtshauptmann
- Ludwig Adam Christian von Wuthenau, * 28. Juni 1751 in Merseburg; † 6. Januar 1805 in Dresden, kursächsischer Oberhofrichter in Leipzig und Obersteuereinnehmer in Dresden, Domherr des Stifts Naumburg
- Jan Dismas Zelenka, * 16. Oktober 1679 in Launowitz in Böhmen; † 23. Dezember 1745 in Dresden, Barockkomponist tschechischer Herkunft, wirkte u. a. auch am sächsischen Hof in Dresden
- Ray van Zeschau (alias R.J.K.K.Hänsch) * 12. April 1964 in Sofia, Bulgarien, Sänger und Filmschaffender
- Wolfgang Zimmer, * 14. April 1920, Kulturfunktionär, der die Kulturakademie des Bezirkes Dresden begründete und leitete
- Rudolf Zimmermann, * 8. September 1878 in Rochlitz; † 28. August 1943 in Dresden, Verleger und Fotograf, der sich auf Tierfotografie spezialisiert hatte
- Dietrich Zühlke, * 18. April 1925 in Bischofswerda; † 11. Dezember 1983, Geograph